# Proasellus jaloniacus
Proasellus jaloniacus és una espècie de crustaci isòpode pertanyent a la família dels asèl·lids.

## Hàbitat
És una espècie estigobiont.

## Distribució geogràfica
Es troba a Europa: la conca del riu Gorgos a prop de Benigembla (la Marina Alta, el País Valencià).